# City of Glass
City of Glass eller Stad av Glas kan också syfta på en roman utgiven 1985 av Paul Auster som ingår i romansviten New York-trilogin.
City of Glass är skriven av Cassandra Clare och är den tredje boken i ungdomsbokserien The Mortal Instruments. Den publicerades för första gången i USA den 24 mars 2009. I mars 2014 utkommer boken på svenska med titeln Stad av glas.

## Handling
Clary söker fortfarande efter ett botemedel mot sin mammas komaförtrollning. Hon använder alla sina krafter och uppfinningsrikedom för att komma in till Idris, det hemliga landet där bara Skuggjägare bor, och till dess huvudstad, Alicante, där hon med hjälp av en nyfunnen vän, Sebastian, upptäcker viktiga sanningar om sin familjs förflutna som inte bara kommer att rädda hennes mamma, utan alla de som hon håller mest kär.